# Hessisch voetbalkampioenschap 1917/18
In 1917/18 werd het twaalfde Hessisch voetbalkampioenschap gespeeld, dat georganiseerd werd door de West-Duitse voetbalbond. Door de omstandigheden in de Eerste Wereldoorlog werden de West-Duitse competities nog in meerdere reeksen gesplitst. Er was geen verdere eindronde voor de algemene titel of West-Duitse titel.
FC Adler Rothenditmold nam de naam SV 06 Cassel aan. 

## 1. Klasse

### District Cassel
| Plaats | Club                        | Wed. | W | G | V | Saldo | Ptn.  |
| ------ | --------------------------- | ---- | - | - | - | ----- | ----- |
| 1.     | Casseler FV 95              | 10   |   |   |   | 31:11 | 17:3  |
| 2.     | SV 06 Cassel                | 10   |   |   |   | 33:18 | 12:8  |
| 3.     | 1. Casseler BC Sport 1894   | 10   |   |   |   | 37:25 | 10:10 |
| 4.     | FV Sportfreunde 1909 Cassel | 10   |   |   |   | 27:29 | 9:11  |
| 5.     | Casseler FV                 | 10   |   |   |   | 19:36 | 7:13  |
| 6.     | FV Eintracht Cassel         | 10   |   |   |   | 18:44 | 5:15  |

|  | Groepswinnaar |
|  | Degradatie    |

### District Opper-Hessen
| Plaats | Club                     | Wed. | W | G | V | Saldo | Ptn. |
| ------ | ------------------------ | ---- | - | - | - | ----- | ---- |
| 1.     | BC 1910 Wetzlar          | 8    |   |   |   | 22:22 | 12:4 |
| 2.     | VfR 1900 Gießen          | 8    |   |   |   | 19:21 | 10:6 |
| 3.     | Marburger FV 1917        | 8    |   |   |   | 31:15 | 9:7  |
| 4.     | FC Wetzlar 1905          | 8    |   |   |   | 10:15 | 7:9  |
| 5.     | FV Germania 1908 Marburg | 8    |   |   |   | 4:13  | 2:14 |

|  | Groepswinnaar |
|  | Degradatie    |